# Off the Wall (album)
Off the Wall este cel de-al cincilea album solo al cântărețului american Michael Jackson, lansat pe data de 10 august 1979 de către Epic. S-au vândut peste 20 de milioane de exemplare, iar în 2008, Off the Wall a fost inclus în Grammy Hall of Fame. În octombrie 2001 a fost lansată o ediție specială.

## Conținut
Lista melodiilor incluse în album este:
1. „Don't Stop 'til You Get Enough” — 6:05
2. „Rock with You” — 3:40
3. „Workin' Day and Night” — 5:14
4. „Get on the Floor” — 4:39
5. „Off the Wall” — 4:06
6. „Girlfriend” — 3:05
7. „She's Out of My Life”  — 3:38
8. „I Can't Help It” — 4:28
9. „It's the Falling in Love” — 3:48
10. „Burn This Disco Out”  — 3:40

2001 Ediție Specială
1. „Quincy Jones Interview 1” — 0:37
2. „Introduction to Don't Stop 'Til You Get Enough demo” — 0:13
3. „"Don't Stop 'Til You Get Enough" (demo original din 1978)” — 4:48
4. „Quincy Jones Interview 2” — 0:30
5. „Introduction to Workin' Day and Night demo” — 0:10
6. „Workin' Day and Night" (demo original din 1978)” — 4:19
7. „Quincy Jones Interview 3”  — 0:48
8. „Rod Temperton Interview” — 4:57
9. „It's the Falling in Love” — 3:48
10. „Quincy Jones Interview”  — 1:32